# Capitanía General de Mallorca

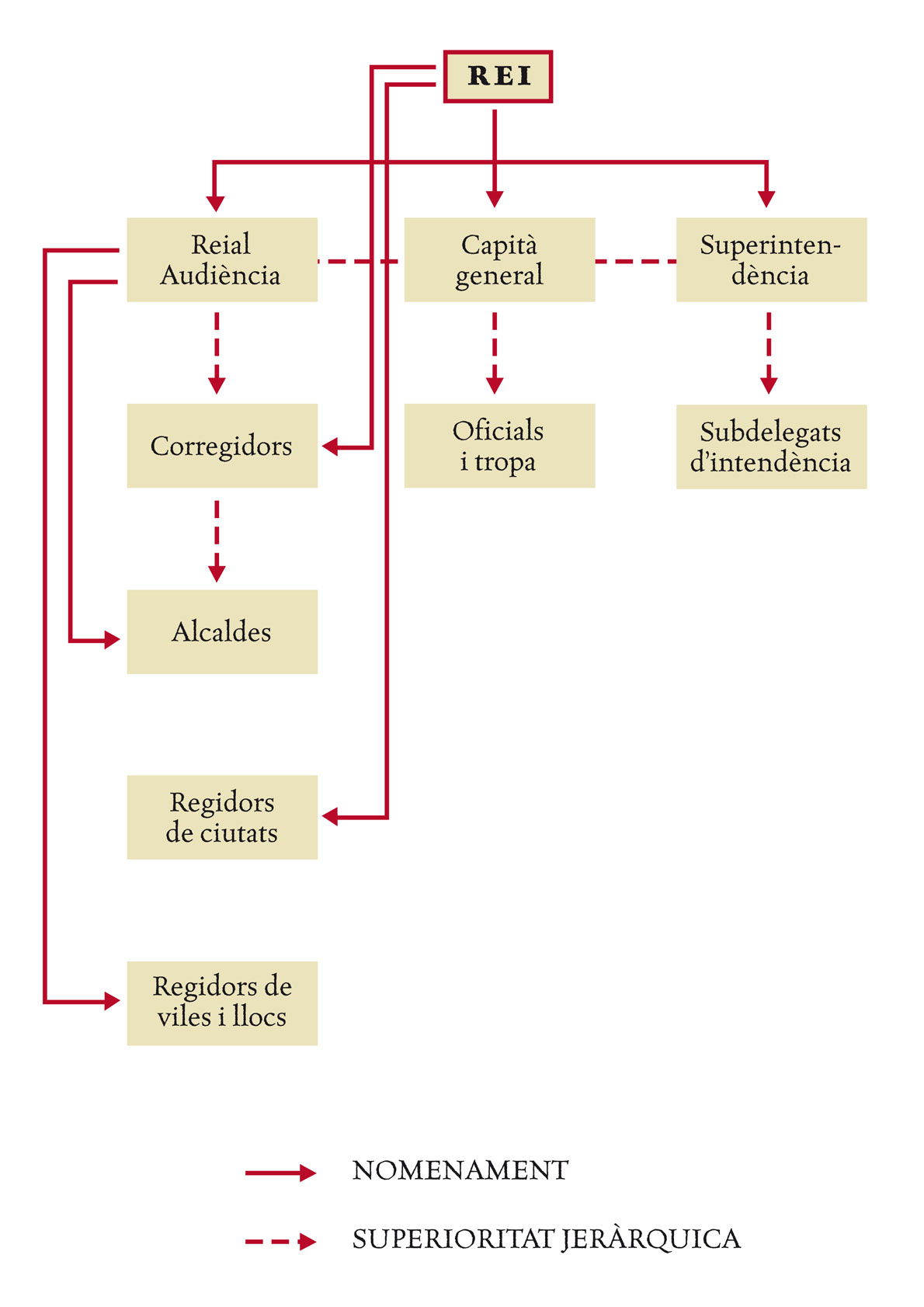
El sistema de gobierno borbónico se basaba en tres instituciones políticas: la Real Audiencia, el Capitán general que regía sobre el numeroso ejército, y el Superintendente, responsable de la gravosa fiscalidad.

El Capitán General de Mallorca fue un cargo político militar que vino a sustituir al cargo de Virrey de Mallorca al final de la Guerra de Sucesión, en aplicación de los Decretos de Nueva Planta de 1714.   Entre 1715 y 1782, el capitán general solo tuvo jurisdicción sobre las islas de Mallorca e Ibiza. A partir de 1782, cuando Menorca fue incorporada a la corona española, se extendió su jurisdicción a la totalidad de las islas Baleares. Mediante un decreto de 1841, el gobierno de Espartero creó 14 capitanías generales en todo el país, siendo la de Mallorca, con sede en Palma, una de ellas. Desde entonces recibe el nombre de Capitán General de Baleares. Más adelante, por Real Decreto del 22 de marzo de 1893 España se dividió en 7 regiones militares, siendo las islas Baleares una capitanía autónoma. Entre 1931 y 1939 pasó al rango de Comandancia, pero desde 1939 a 1997 volvió a ser capitanía general bajo mando de un teniente general. Por último, con la reestructuración de 1997, la antigua capitanía de Baleares recibió la denominación de Comandancia General de Baleares y puesta bajo el mando de un general de división. 

## Lista de capitanes generales y comandantes generales de Mallorca y de las islas Baleares
Reinado de Felipe V
- 1715. Claude François Bidal d'Asfeld
- 1715-1717. Juan Francisco de Bette marqués de Lede
- 1717-1722. Juan Vázquez de Acuña y Bejarano, marqués de Casafuerte
- 1722-1726. José Antonio de Chaves Osorio
- 1726-1736. Patricio Lawles Brian
- 1736. Gaspar Sanz de Antona
- 1736-1739. Patricio Lawles Brian (2ª vez)
- 1739. Felipe Ramírez de Arellano y Fernández de Córdoba
- 1739. Gregorio Gual Desmur y Pueyo
- 1739-1743. José Vallejo Iturrizarra
- 1743. Gregori Gual Desmur y Pueyo (2ª vez)
- 1743-1750. Juan Restituto Antolínez de Castro y Aguilera

Reinado de Fernando VI
- 1750-1751. Gaspar de Cagigal y de la Vega
- 1751-1752. José Basilio Aramburu Atorrasagasti
- 1752. Gregorio Gual-Desmur y Pueyo (3ª vez)
- 1752-1761. Luis González de Albelda y Cayro

Reinado de Carlos III
- 1761-1764. Francisco de Paula Bucareli y Ursúa
- 1764-1765. Joan Ballester y Zafra
- 1765-1780. Antonio de Alòs y de Rius
- 1780-1782. Joaquín de Mendoza-Pacheco y Correa de Francia
- 1782. Antonio Montaigne de la Perille
- 1782-1791. Juan de Silva Pacheco Meneses y Rabata .
- 1782. Jaume Ballester de Togores y Salas
- 1782-1784. Galcerán de Vilalba-Meca y de Llorac .
- 1784-1790. Antonio Gutiérrez y González-Varona

Reinado de Carlos IV
- 1790. Ramón Santander Benicia
- 1790-1793. Bernardo de Tortosa y Revel
- 1793-1796. Manuel de Sentmenat-Oms de Santapau y de Cartellà
- 1796. Agustín de Lancaster y Araciel
- 1796. Segimon Font y de Milans
- 1796-1797. Valentín de Legallois Grimarest
- 1797-1798. Antonio Cornel Ferraz Doz y Ferraz
- 1798. Gregorio García de la Cuesta
- 1798. Bernardo de Troncoso y Martínez del Rincón
- 1798-1799. Juan Joaquín de Oquendo y Gil
- 1799-1808. Juan Miguel de Vives
- 1808. José Vargas

Reinado de Fernando VII
- 1808-1809. José de Togores y Sanglada

Junta Suprema de Gobierno de Baleares
- 1809-1810. Francisco de la Cuesta y Morlá
- José de Heredia y Velarde
- Antonio de Gregorio y Verdugo
- 1810-1811. Galcerán de Vilalba-Meca y de Llorac (2a vez)
- Gregorio García de la Cuesta (2ª vez)
- 1811-1812. Galcerán de Vilalba-Meca y de Llorac (3a vez)
- 1812-1813. Antoine Malet, marqués de Coupigny

Reinado de Fernando VII (restauración)
- 1813-1814. Antonio de Gregorio Verdugo (2ª vez).
- 1814-1820 Antoine Malet, marqués de Coupigny (2a vez).
- 1820-1821. Antonio María Peón y Heredia
- 1821-1823. Antonio de Zea y Zafra
- Ildefonso Díez de Rivera y Muro
- 1823-1825. José Taberner y Franca
- 1825-1828. Josep Maria de Alòs y de Mora .
- Miguel de la Cabra.
- 1828-1833. José Aymerich de Varas
- 1833. Juan Antonio Monet del Barrio

Reinado de Isabel II
- 1833-1836. Ramon Despuig y Saforteza
- Federico Castañón y Lorenzana
- 1836-1838. Juan Antonio Barutell Martí y Viladomar
- 1838-1839. Pedro Villacampa y Maza de Lizana
- Juan Antonio Aldama Irabien
- 1839-1840. José Santos de la Hera y de la Puente
- 1840-1843. Agustín Nogueras Pitarque
- 1843-1847. Miguel Tacón y Rosique
- 1847-1854. Fernando Cotoner y Chacón Manrique de Lara y Despuig .
- Facundo Infante Chávez .
- José Lemery e Ibarrola Ney
- 1854-1855. Bernardo de Echaluce
- 1855-1856. Narciso de Almendro y Cabrera
- 1856-1858. José María Marchessi y Oleaga
- 1858-1859. Ramón de la Rocha y Duji
- 1859-1860. Jaime Ortega y Olleta
- 1860-1863. Pedro de Mendinueta y Mendinueta
- 1864-1866. Joaquín de Bassols y de Maranyosa
- 1866-1867. José de Reina y Frías
- 1867-1868. José García de Paredes y Losada
- Buenaventura Carbón y Aloy

Reinado de Amadeo I de España
- 1871-1872. Joaquín Peralta Pérez de Salcedo
- Juan Servert Fumagally
- 1872-1873. Romualdo Crespo de la Guerra
- Gregorio Villavicencio Rosales

Primera República española
- 1873-1874. Carlos Palanca
- Antonio López de Letona y Lamas
- Gregorio Villavicencio Rosales (2a vez)

Reinado de Alfonso XII de España
- 1874-1878. Miguel de la Vega Inclán
- 1878-1883. Joaquín Rodríguez Espina y García del Real
- 1883-1886. Valeriano Weyler

Reinado de Alfonso XIII de España
- 1886-1887. Luis Fernández Golfín Ferrer
- 1887-1888. Zacarías González Goyeneche
- 1888-1891. Manuel Armiñán Gutiérrez
- 1891-1892. Antonio Moltó y Díaz-Berrio
- 1892-1893. José Gamir y Maladen
- 1893-1896. Agustín Araoz Balmaseda
- 1896-1897. Miguel Correa y García
- Joaquín Ahumada Centurión
- Álvaro Suárez Valdés y Rodríguez San Pedro
- 1897-1901. Rosendo Moiño Mendoza
- 1901-1902. Francisco de Paula Loño y Pérez
- 1902-1903. Enrique Zappino Moreno
- 1903-1910. Ricardo de Ortega y Díez
- 1910-1911. Emilio March García
- 1911-1914 Wenceslao Molins y Lemaur
- 1914-1916 Francisco de Paula de Borbón y Castellví
- 1916- 1917 Francisco Pérez Clemente
- 1917-1918 Ramón García y Menacho
- 1918-1921. Francisco San Martín y Patiño
- 1921-1923 Leopoldo Heredia Delgado
- Ventura Fontán y Pérez de Santamarina
- 1923-1924. Fernando Carbó Diaz
- 1924-1926 José Cavalcanti
- 1926-1927 Luis Aizpuru y Mondéjar
- 1927-1930 Enrique Marzo Balaguer
- Rafael Pérez Herrera
- 1930-1931 Enrique Marzo Balaguer (2ª vez)

Segunda República española
- 1931-1932. Virgilio Cabanellas Ferrer
- 1932-1933. Miguel Núñez de Prado .
- 1933-1935 Francisco Franco
- Manuel Goded
- 1935- 1936 Carlos Masquelet
- Manuel Goded Llopis. (2a vez)
- Aurelio Díaz de Freijo Durá
- Luis García Ruiz

Dictadura franquista
- 1936-1937 Trinidad Benjumeda del Rey
- 1937-1939 Enrique Cánovas Lacruz
- Miguel Ponte Manso de Zúñiga .
- 1939-1941 Alfredo Kindelán
- 1941. Juan Bautista Sánchez
- Eugenio Espinosa de los Monteros .
- 1942-1945. Juan Bautista Sánchez González (2ª vez).
- Salvador Múgica Buhigas .
- 1945-1948. Carlos Asensio Cabanillas
- 1948-1952. Eduardo Sáenz de Buruaga
- Antonio Alcubilla Pérez
- 1952-1954. Alejandro Utrilla
- 1954-1957. Antonio Castejón Espinosa
- 1957-1959. José Cuesta Monereo
- 1959-1961. José Sotelo García
- 1961-1963. Mariano Alonso Alonso
- Rafael Cavanillas Prosper
- 1963-1965. Ramón Rodríguez Vita
- 1965-1968. Benigno Cabrero Lozano
- 1968-1970. Íñigo de Arteaga y Falguera
- 1970-1971. Mariano Fernández Gavarrón
- 1971-1974. Juan Herrera López
- Fernando de Santiago
- 1974-1977. Emilio de la Cierva Miranda

Reinado de Juan Carlos I de España
- 1977-1979. Manuel Nadal Romero
- 1979-1981. Manuel de la Torre Pascual
- 1981-1983. Antonio Pascual Galmés
- 1983-1983. Joaquín Ruiz de Oña González
- 1983-1986. Domingo Jiménez Riutort
- 1986-1989. José Valdés González Roldán.
- 1989-1991. Antonio Vázquez Gimeno.
- 1991-1993. Jesús Rodríguez Saiz.
- 1993-1995. Antonio Mir Salas .
- 1995-1997. Ricardo Serrano González.
- 1997-1998. Andrés Mas Chao .
- 1998-2002. Tomás Formentín Capilla.
- 2002-2002. Juan Yagüe Martinez del Campo.
- 2002-2005. Luis Peláez Campomanes.
- 2005-2008. José Emilio Roldán Pascual .
- 2008-2009. Juan Carlos Domingo Guerra
- 2009-2011. Juan Mariano Estaún Solanilla.
- 2011-2013. Adolfo Orozco López .
- 2013-2014. Casimiro Sanjuan Martínez.
- 2014-2016 Fernando Aznar Ladrón de Guevara
- 2016- 2019 Juan Cifuentes Álvarez
- 2019-2021 Fernando García Blázquez
- 2022- Fernando Luis Gracia Herréiz